# Wolfgang Neuhaus (Übersetzer)

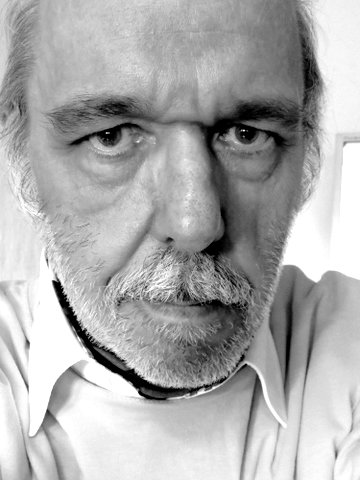
Wolfgang Neuhaus (2013)

Wolfgang Neuhaus (* 23. Juli 1952 in Oberhausen-Sterkrade) ist ein deutscher Lektor und Übersetzer.

## Leben
Neuhaus studierte Geschichte, Frühgeschichte und Pädagogik an der Ruhr-Universität Bochum. Nach seinem Magisterabschluss bei Hans Mommsen arbeitete er zuerst in der Zeitungs- und Verlagsbranche.
Seit 1987 freiberuflich tätig, übertrug er Werke von Lydia Adamson, George C. Chesbro, Rosemary Cohen, Max Allan Collins, Pat Conroy, Donna W. Cross, Ovid Demaris,  Ken Follett, David Gemmell, Thomas Gifford, Leonore Fleischer, Mel Gilden, Sonny Girard, James Grady, Lyn Hamilton, Lisa Huang, Graham Joyce, Ross King, Stephen King, William Kowalski, Anthony Mancini, Mardi Oakley Medawar, James Michener, Ed Naha, Hilary Norman, Barry Reed, Laura J. Rowland, Robert J. Schoenberg, K. T. Smith, Madge Swindells, Colin F. Taylor, Philip Trevinnard, Barry Unsworth und Janice Woods Windle ins Deutsche. 
Zu seinen Bearbeitungen zählen Romane von Dan Brown, Cody McFadyen, David Baldacci und Ken Follett.
Hinzu kommen Übersetzungen von Sachbüchern über nordamerikanische und indianische Geschichte und Kultur, darunter über den Sezessionskrieg, die Indianerkriege, den Angriff am Washita, die Dog Soldiers der Cheyenne und die Okipa-Zeremonie der Mandan in den Aufzeichnungen des Malers, Schriftstellers und Forschungsreisenden George Catlin. 